# Parasphaeria ovata
Parasphaeria ovata är en kackerlacksart som först beskrevs av Blanchard 1851.  Parasphaeria ovata ingår i släktet Parasphaeria och familjen jättekackerlackor. Inga underarter finns listade i Catalogue of Life.